# Seborrhoische Keratose
Die seborrhoische Keratose (Synonyme: Seborrhoische Warze, Alterswarze, Verruca seborrhoica, Basalzellpapillom) ist der häufigste gutartige Tumor der Haut. Die Häufigkeit seines Auftretens nimmt mit steigendem Alter zu. Fast alle Menschen entwickeln im Laufe des Lebens eine bis mehrere seborrhoische Keratosen, wobei beide Geschlechter gleich häufig betroffen sind.

## Ursachen
Beim Basalzellpapillom handelt es sich um altersbedingte Hautveränderungen. Ausgangszellen der Hautwucherung sind Keratinozyten in der Basalzellschicht der Epidermis. Eine familiäre Prädisposition wird angenommen. So wurden in vielen Basalzellpapillomen Mutationen in verschiedenen Onkogenen wie FGFR3, PIK3CA, KRAS, HRAS, EGFR, AKT1 nachgewiesen. Passend zu dieser Mutationstheorie spielen Faktoren wie Chemikalien oder UV-Strahlung in der Entstehung ebenfalls eine Rolle.

## Bezeichnungen
Von allen Bezeichnungen ist wohl Basalzellpapillom die zutreffendste, da sie die Genese der Erkrankung beinhaltet, nicht jedoch Unzutreffendes wie Warzen (Verrucae) oder Seborrhoea.

## Klinisches Bild

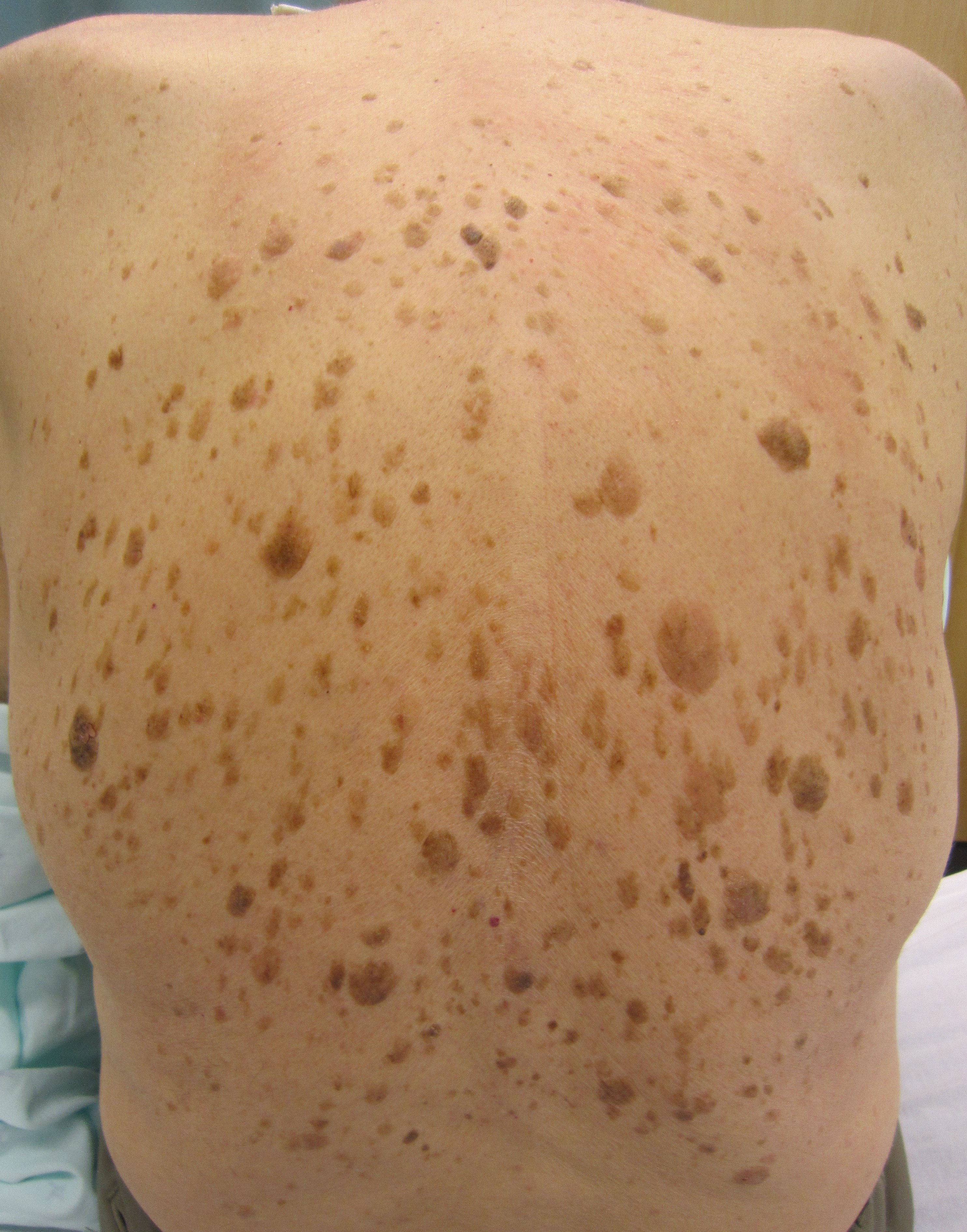
Basalzellpapillome am Rücken einer Person mit Leser-Trélat-Syndrom bei Darmkrebs

Am häufigsten tritt dieser Tumor im Gesicht, an den Vorderseiten der Arme, am Oberkörper und Handrücken auf. Das Basalzellpapillom variiert stark in der Ausprägung. Farblich erscheint es zwischen hellen Brauntönen und schwarz. Meist ist es mit einem Durchmesser von wenigen Millimetern bis zu 1 cm eher klein, kann in seltenen Fällen auch größer werden. Es weist stets eine scharfe Grenze zur umgebenden Haut auf und wächst exophytisch, soll heißen, über die Oberfläche hinaus. Diese ist matt, gefeldert oder in fortgeschrittenem Stadium zerklüftet und fühlt sich speckig, fettig, talgig an, woher das (irreführende) Adjektiv seborrhoisch bei der Namensgebung dieser Keratoseart rührt, obwohl Seborrhoea weder Ursache noch Begleiterscheinung des Basalzellpapilloms ist.

## Histologie
Charakteristisch für diese Art der Hautveränderung ist eine papillomatöse Epithelproliferation in der Regel exophytischer, selten auch endophytischer Ausprägung. Bei großen Alterswarzen zeigen sich auch adenoide Proliferationen und hyperkeratotische Pseudohornperlen. Ferner weisen sie eine deutliche melanozytäre Hyperpigmentierung auf.

## Differentialdiagnose
Seborrhoische Warzen können mit Basaliomen und malignen Melanomen verwechselt werden.

## Therapie
Eine Therapie ist nur dann erforderlich, wenn die Hautwucherung wegen äußerer Anmutung oder ständiger mechanischer Irritation störend wird:
- Abtragen mit einer elektrischen Schlinge (Kauterisation) oder einem scharfen Löffel,
- Vereisen (Kryotherapie) oder
- Laser.

Diese Verfahren kommen nur dann infrage, wenn die Diagnose eindeutig ist. Eine vorherige Biopsie mit feingeweblicher Untersuchung ist anzustreben.

## Sonderformen
- Melanoakanthom
- Stukko-Keratose
- Leser-Trélat-Syndrom

## Prognose
Das Basalzellpapillom ist ein nicht entartender, daher gutartiger Tumor.